# 파트리샤 만테롤라
파트리샤 만테롤라(Patricia Manterola, 1972년 4월 23일 ~ )는 멕시코의 배우이자 가수이다.

## 출연 작품
- 퍼펙트 게임 (2009)
- 챔피언 (2001)
- 표류가 (2000)